# Lagostrophus fasciatus
Il canguro striato (Lagostrophus fasciatus Péron e Lesueur, 1807) è un marsupiale diffuso attualmente solo sulle isole di Bernier e di Dorre, al largo delle coste dell'Australia occidentale. Negli ultimi anni una piccola popolazione è stata trasferita anche sull'isola di Faure, dove sembra essersi ben acclimatata. È l'unica specie del genere Lagostrophus Thomas, 1897 e della sottofamiglia degli Stenurini.

## Comportamento
Il canguro striato è notturno e nelle aree dove costruisce il nido tende a vivere in gruppi, dato che è una specie abbastanza socievole. Costruisce i rifugi al riparo di boscaglie molto fitte. Questo Macropodide preferisce vivere nelle macchie di Acacia ligulata. I maschi sono estremamente aggressivi. Un esemplare di wallaby lepre fasciato pesa mediamente 1,7 kg, ma le femmine sono più grandi dei maschi. Dalla testa all'estremità della coda misura circa 80 cm e la coda è quasi della stessa lunghezza (circa 37,5 cm) del corpo. Il naso è corto. Il mantello, lungo e di color grigio, presenta delle chiazze gialle e argentate e diviene di color grigio chiaro sul ventre. Sia la faccia che la testa sono dello stesso colore del corpo. Dalla metà del dorso alla base della coda è presente una serie di strisce orizzontali scure.

## Distribuzione
Un tempo questa specie era diffusa anche sul continente, nel sud-ovest dell'Australia Occidentale e in Australia Meridionale, ma ora vive solamente sulle isole di Bernier e di Dorre, in Australia Occidentale. Nonostante il canguro striato fosse molto diffuso nelle regioni sud-occidentali del continente, si ritiene che sia scomparso da quelle aree nel 1963, sebbene l'ultimo avvistamento risalga al 1906. È probabile che la scomparsa dal continente vada attribuita alla distruzione dell'habitat in seguito ai disboscamenti, alla mancanza di cibo (causata dalla competizione con altri animali) e ai predatori.

## Tassonomia
Sono state riconosciute tre sottospecie:
- Lagostrophus fasciatus fasciatus
- Lagostrophus fasciatus baudinettei
- Lagostrophus fasciatus albipilis †.

## Alimentazione
Questo Diprotodonte è vegetariano e ricava la maggior parte dell'acqua di cui necessita dal cibo. Si nutre soprattutto di graminacee varie, frutti e altri vegetali. L'aggressività dei maschi è dovuta soprattutto alla competizione per il cibo fra membri dello stesso sesso e solo molto raramente viene rivolta verso le femmine.

## Riproduzione
La stagione degli accoppiamenti inizia in dicembre e termina in settembre. Il wallaby lepre fasciato raggiunge la maturità ad un anno di età ma di solito inizia a riprodursi solo a partire dal secondo anno di vita. La gestazione sembra che duri alcuni mesi e generalmente le femmine danno alla luce un solo piccolo all'anno, sebbene talvolta possano partorire anche una seconda volta. Il piccolo rimane nel marsupio materno per sei mesi, ma continuerà ad essere allattato per altri tre. Se il piccolo muore, alcune madri sviluppano un altro embrione per rimpiazzarlo.